# Anetz
Anetz är en kommun i departementet Loire-Atlantique i regionen Pays de la Loire i nordvästra Frankrike. Kommunen ligger i kantonen Ancenis som tillhör arrondissementet Ancenis. År 2018 hade Anetz 2 086 invånare.

## Befolkningsutveckling
Antalet invånare i kommunen Anetz
| Referens: INSEE |